# Palo-Kotkajärvi
Palo-Kotkajärvi eller Palojärvi är en sjö i Finland. Den ligger i kommunen Enare i landskapet Lappland, i den norra delen av landet, 1 000 km norr om huvudstaden Helsingfors. Palo-Kotkajärvi ligger 174 meter över havet. Arean är 69,7 hektar och strandlinjen är 5,24 kilometer lång. Sjön  ingår i Pasvik älvs huvudavrinningsområde. 